# Six -n0te-
『Six -n0te-』（シックスノート）は、2024年2月18日に発売した、日本の歌い手グループ、シクフォニの1stフルアルバム。

## 概要
2024年1月28日、本作のリリースが発表された。
グループ初のCDリリースで、「初回盤・通常盤A」と「初回盤・通常盤B」の四形態での販売となった。
デビュー曲『J0KER×JOK3R』などの3枚の配信シングルとメンバーのソロ曲・新曲含む、計18曲が収録されている。
2025年2月12日、本アルバムの配信リリースが開始された。

## 収録曲
1. d0gmq
  - 本作のリード曲。アルバム発売前にMVが公開された。
2. SHALL WE GONG!?!? -1st Battle-
  - 2nd配信シングル
3. eNd oF FaNTaSY.
  - 3rd配信シングル
4. home
5. アンダーリズムサーカス
6. Desperate Track
  - 1stワンマンライブ『Desperate Track』リードトラック。
7. 鏡鬱し
  - 暇72ソロ曲
8. Rainy Journey
  - 雨乃こさめソロ曲
9. Villainous
  - いるまソロ曲
10. Flags
  - LANソロ曲
11. Breaking Down
  - すちソロ曲
12. Juliet
  - みことソロ曲
13. 最初の1歩
  - 書き下ろし楽曲
14. Never Ending Story
  - 書き下ろし楽曲
15. サイファーマインド
  - 書き下ろし楽曲
16. 生々流転（暇72, LAN, すち）
君は、僕だ。（雨乃こさめ, いるま, みこと）
17. 1ST OF ACE
  - グループ結成1周年記念楽曲。
18. J0KER×JOK3R
  - デビュー曲。1st配信シングル。
  - 『バズリズム02』2022年10月度テーマソング

## 演奏

### 歌
- SIX FONIA(T.1, T.2, T.3, T.4, T.5, T.6, T.13, T.14, T.15, T.17, T.18)

- 暇72 (T.7)
- 雨乃こさめ (T.8)
- いるま (T.9)
- LAN (T.10)
- すち (T.11)
- みこと (T.12)
- 関東組 (T.16)[注釈 1]
- 関西組 (T.16)[注釈 2]

### 作詞
- ケンカイヨシ(T.2, T.3, T.6, T.16,[注釈 2] T.17, T.18)
- ふぁるすてぃ (T.5, T.15)
- ムラタリョウスケ (T.4)
- いるま (T.9)
- 暇72 (T.1, T.7)
- 雨乃こさめ (T.8, T.13)
- LAN (T.10, T.14)
- すち (T.11)
- みこと (T.12)

### 作曲
- ケンカイヨシ(T.2, T.3, T.6, T.16,[注釈 2] T.17, T.18)
- ふぁるすてぃ (T.5, T.15)
- 柿迫ヒカル (T.7, T.9)
- 吉田司 (T.10, T.11)
- BLACCHOLE／T$Y／RUSH EYE (T.1)
- ムラタリョウスケ (T.4)
- ENPITU (T.8)
- Tsubasa (T.10)
- 加藤祐平 (T.11)
- 浅田大貴 (T.12)
- Kengo Ishibashi／Shogo／Hirotaka Hayakawa (T.13)
- 辻村有記／伊藤賢 (T.14)

### 編曲
- ケンカイヨシ(T.2, T.3, T.6, T.16,[注釈 2] T.17, T.18)
- ふぁるすてぃ (T.5, T.15)
- 柿迫ヒカル　(T.7, T.9)
- BLACCHOLE (T.1)
- YAMAAD (T.2)
- HIROTOMO (T.4)
- ENPITU (T.8)
- Tsubasa (T.10)
- 加藤祐平 (T.11)
- 浅田大貴 (T.12)
- Kengo Ishibashi (T.13)
- 辻村有記／伊藤賢 (T.14)

### その他
Rap lyric
- いるま (T.1, T.5)

Chorus Arrange
- マツバケンタ (T.3)

Guitar
- Ne-ze (T.7)
- ENPITU (T.8)
- Tsubasa (T.10)
- 加藤祐平 (T.11)
- 浅田大貴 (T.12)

Bass
- 大澤伸広 (T.8)

Drums
- 高橋遥平 (T.8)

Violin & Viola
- 谷崎 舞 (T.18)

Strings
- 塩野 海 (T.18)